# Vittorio Marchi

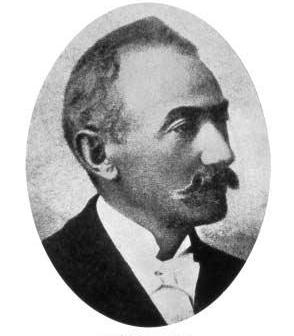
Vittorio Marchi

Vittorio Marchi (ur. 30 maja 1851 w Novellara, zm. 12 maja 1908 w Jesi) – włoski lekarz, histolog.
Studiował chemię na Uniwersytecie w Modenie. W 1873 roku został doktorem chemii i farmakologii, potem studiował medycynę na tej samej uczelni i w 1882 roku został doktorem medycyny. Następnie pracował w szpitalu psychiatrycznym w San Lazzaro u Augusto Tamburiniego. W 1883 roku został asystentem u Golgiego. W 1886 roku opisał metodę barwienia preparatów neurologicznych, znaną dziś jako metoda Marchiego. Od 1890 roku pracował w szpitalu w Jesi.
Zmarł 12 maja 1908 roku na usznopochodne zapalenie opon mózgowo-rdzeniowych.

## Wybrane prace
- Sulla terminazione della fibra muscolare nella fibra tendinea. Lo Spallanzani 9, ss. 194-197, 1880
- Sugli organi terminali nervosi (corpi di Golgi) nei tendini dei muscoli motori del bulbo oculare. Arch Sci Med (Torino) 5:273-282, 1882
- Sull' origine e decorso dei peduncoli cerebellari e sui loro rapporti cogli altri centri nervosi, 1891
- Marchi V, Algeri EG. Sulle degenerazioni discendenti consecutive a lesioni in diverse zone della corteccia cerebrale. Riv Sper Freniatr Med Leg Alien Ment 14, ss. 1-49, 1886
- Sull’origine e decorso dei peduncoli cerebellari e sui loro rapporti cogli altri centri nervoso. Rivista sperimentale de freniatria 17, ss. 357-368, 1891